# Peggy Pearce
Pour les articles homonymes, voir Pearce.
Peggy Pearce, née le 4 juin 1894 à Long Beach (Californie) et morte le 26 février 1975 à Los Angeles, est une actrice du cinéma muet américain.

## Filmographie

### The Keystone Film Company
- 1913 Un mariage bien tranquille (A Quiet Little Wedding) de Wilfred Lucas (court métrage) : Wedding Guest (non créditée)
- 1913 Fatty à San Diego (en) (Fatty at San Diego) de George Nichols (court métrage) : Theatre Patron (non créditée)
- 1913 The Gusher de Mack Sennett (court métrage) : Party Guest (non créditée)
- 1913 Zuzu, the Band Leader de Mack Sennett (court métrage) : Minor Role (non créditée)
- 1913 Some Nerve (en) de Mack Sennett (court métrage) : la jeune fille
- 1914 Love and Dynamite de Mack Sennett (court métrage) : la jeune fille
- 1914 Too Many Brides de Mack Sennett (court métrage) : First Bride
- 1914 Baffles, Gentleman Burglar de Henry Lehrman (court métrage) : la jeune fille
- 1914 Twixt Love and Fire de George Nichols (court métrage)
- 1914 Charlot fait du cinéma (A Film Johnnie) de George Nichols (court métrage) : The Keystone Girl
- 1914 Charlot danseur (Tango Tangles) de Mack Sennett (court métrage) : Guest (non créditée)
- 1914 Charlot entre le bar et l'amour (His Favorite Pastime) de George Nichols (court métrage) : Wife

### Sterling Film Company
- 1914 Hearts and Swords de Henry Lehrman (court métrage)
- 1914 At Three O'Clock de David Kirkland (court métrage)
- 1914 A Bogus Baron (court métrage)

### The Keystone Film Company (1915)
- 1915 That Springtime Feeling de F. Richard Jones (court métrage)
- 1915 Gussle Rivals Jonah de Dell Henderson (court métrage)
- 1915 Droppington's Devilish Deed de Dell Henderson (court métrage)
- 1915 Droppington's Family Tree de Dell Henderson (court métrage)
- 1915 Crossed Love and Swords de Frank Griffin (court métrage)
- 1915 The Cannon Ball de Mack Sennett (court métrage)

### L-KO Kompany
- 1915 Easy Money (court métrage)
- 1915 Too Many Bachelors (court métrage) : Pretty Peggy
- 1915 The Fatal Note de Harry Edwards (court métrage) : The Bride
- 1915 Under the Table de John G. Blystone (court métrage)[1]
- 1915 Poor Policy de Harry Edwards (court métrage) : Billie's Sweetheart
- 1915 Father Was Neutral de Harry Edwards (court métrage) : Peggy
- 1915 Love and Sour Notes de John G. Blystone (court métrage) : Billy's Sweetheart
- 1915 Broken Hearts and Pledges de John G. Blystone (court métrage)
- 1915 Bill's Blighted Career de John G. Blystone (court métrage)
- 1915 The Child Needs a Mother de John G. Blystone (court métrage)
- 1915 A Doomed Hero (court métrage)
- 1915 The Curse of a Name de David Kirkland (court métrage)
- 1915 In the Claw of the Law (court métrage)
- 1915 Beach Birds de Hank Mann (court métrage)
- 1915 No Flirting Allowed (court métrage)
- 1915 A Mortgage on His Daughter (court métrage)
- 1915 A Bathhouse Tragedy d'Edwin Frazee et Henry Lehrman (court métrage)
- 1915 Poor But Dishonest (court métrage)
- 1915 Father's First Murder (court métrage)
- 1915 Disguised But Discovered (court métrage)
- 1915 Ready for Reno de Craig Hutchinson (court métrage) Wife
- 1915 A Saphead's Revenge de Craig Hutchinson (court métrage) : la jeune fille
- 1915 Blackmail in a Hospital de Craig Hutchinson (court métrage) : la nurse
- 1916 Twenty Minutes at the Fair (court métrage)
- 1916 False Friends and Fire Alarms (court métrage)
- 1916 Live Wires and Love Sparks (court métrage)
- 1916 Scars and Stripes Forever (court métrage)
- 1916 A Friend, But a Star Boarder d'Al Christie (court métrage)

### The Keystone Film Company and Triangle Film Corporation
- 1916 : His Bread and Butter d'Edward F. Cline (court métrage) : la femme du serveur jaloux
- 1916 : Plaisirs d'été (Sunshine) d'Edward F. Cline (court métrage)
- 1916 : Bubbles of Trouble d'Edward F. Cline (court métrage)
- 1916 : The Winning Punch d'Edward F. Cline (court métrage)
- 1916 : His Busted Trust d'Edward F. Cline (court métrage)
- 1917 : Villa of the Movies d'Edward F. Cline (court métrage)
- 1917 : A Dog Catcher's Love d'Edward F. Cline (court métrage)
- 1917 : The Pawnbroker's Heart d'Edward F. Cline (court métrage)
- 1917 : Won by a Fowl de William Beaudine (court métrage)
- 1917 : A Sanitarium Scandal de William Beaudine (court métrage)
- 1918 : The Red-Haired Cupid de Clifford Smith : Loys Andres
- 1918 : Courts and Cab Ants (court métrage)
- 1918 : A Tell-Tale Shirt (court métrage)
- 1918 : Mud de William Beaudine (court métrage)
- 1918 : A Good Loser de Dick Donaldson : Evelyn Haselton
- 1918 : False Ambition de Gilbert P. Hamilton : Felicity
- 1918 : The Golden Fleece de Gilbert P. Hamilton : Rose

### Divers
- 1918 Swat the Flirt d'Eddie Lyons et Lee Moran (court métrage)
- 1919 False Evidence d'Edwin Carewe : Dorothy Fair
- 1919 Le Roi de la prairie (Ace of the Saddle) de John Ford : Madeline Faulkner
- 1919 More Deadly Than the Male de Robert G. Vignola : Angela
- 1920 Sex de Fred Niblo : Daisy Henderson
- 1920 The Sea Wolf de George Melford : rôle indéterminé
- 1920 A Tokyo Siren de Norman Dawn : Ethel
- 1920 Love Madness de Joseph Henabery : Goldie Lewis